# Taxa d'abandonament
La taxa d'abandonament (de vegades anomenada taxa de desgast ) és una mesura de la proporció d'individus o elements que surten d'un grup durant un període específic. És un dels dos factors principals que determinen el nivell estacionari de clients que donarà suport a una empresa.
Churn s'aplica àmpliament als negocis per a bases de clients contractuals. Alguns exemples inclouen un model de servei basat en abonats que utilitzen les xarxes de telefonia mòbil i els operadors televisió de pagament. El terme sovint és sinònim de rotació, per exemple, rotació de participants en xarxes peer-to-peer. La taxa de rotació és una entrada a la modelització del valor de la vida útil del client i pot formar part d'un simulador que s'utilitza per mesurar el retorn de la inversió en màrqueting mitjançant el modelatge de mix de màrqueting.

## Reducció de la base de clients
La taxa d'abandonament, quan s'aplica a una base de clients, és la proporció de clients o subscriptors contractuals que deixen un proveïdor durant un període determinat. Pot indicar insatisfacció del client, ofertes més barates i/o millors de la competència, vendes i/o màrqueting més exitoses per part de la competència, o motius relacionats amb el cicle de vida del client.
El churn està íntimament lligat al concepte de durada mitjana del client. Per exemple, una taxa anual de churn del 25% implica que la vida mitjana d'un client és de quatre anys, mentre que una taxa del 33% correspon a una vida mitjana de tres anys. Reduir la taxa de rotació es pot aconseguir mitjançant la creació d'obstacles que dificultin als clients canviar de proveïdor, com ara períodes de contractes obligatoris, tecnologia exclusiva, serveis amb valor afegit o models de negoci diferenciats. També es poden aplicar estratègies de retenció, com els programes de fidelització. És important no inflar artificialment la taxa de churn, com en casos en què un client deixa el servei però el torna a contractar dins del mateix any. Per tant, és crucial diferenciar entre la "permanència bruta", que compta totes les cancel·lacions, i la "permanència neta", que reflecteix la pèrdua real de clients després de sumar-hi els nous subscriptors o membres. Això últim és rellevant, especialment quan s’ofereixen "promocions especials" d’introducció, que poden afavorir un augment del churn a causa d'abusos, on els clients cancel·len i es tornen a subscriure repetidament per aprofitar-se de les ofertes.
Quan es fa referència a subscriptors o clients, sovint s'utilitza el terme "taxa de supervivència" per descriure l'invers de la taxa d'abandonament. Per exemple, si un grup de subscriptors té una taxa d'abandonament anual del 25%, això equival a una taxa de supervivència anual del 75%. Ambdues xifres suggereixen una vida útil del client de quatre anys. Dit d'una altra manera, la vida útil d'un client es pot calcular com la inversa de la seva taxa de rotació estimada. En el cas d'un grup o segment de clients, la durada mitjana es calcula com la inversa de la seva taxa de rotació global. Això permet que models com el de distribució de Gompertz, utilitzats per analitzar la durada de vida dels clients, també puguin predir una distribució de les taxes de rotació.
Per a les empreses amb una base de clients en ràpid creixement (p. ex., empreses de mitjans digitals en una fase infantil o estrella de problemes de matriu BCG ), pot sorgir confusió entre les anàlisis estadístiques associades amb quin percentatge de la base de clients sencera es produeix en un any determinat. – Quin percentatge de la base de subscriptors es va produir durant tot el 2010? – enfront de la taxa d'abandonament d'una cohort de clients particular. Per exemple: prenent aquells clients que es van subscriure en un mes determinat, per exemple, el gener de 2010 – Quants n'havien produït el gener de 2011? L'examen de l'abandonament per a una base de clients agregada de ràpid creixement subestimarà la taxa de rotació real en comparació amb l'enfocament del càlcul basat en cohorts. L'enfocament basat en cohorts també us permetrà calcular la taxa de supervivència i la vida mitjana del client, mentre que l'enfocament agregat no pot calcular aquestes dues mètriques.
Els investigadors de Deloitte han argumentat que l'anàlisi de xarxes socials és una bona eina per calcular la pèrdua.
En els darrers anys, l'ús de la intel·ligència artificial i l'aprenentatge automàtic com a mitjà per calcular la pèrdua de clients s'ha tornat cada cop més comú per als grans minoristes i proveïdors de serveis.
L'expressió "rotational churn" es refereix al fenomen en què un client cancel·la un servei i tot seguit es reincorpora, sovint per aprofitar promocions destinades a nous clients. Aquest comportament és freqüent en serveis de telefonia mòbil de prepagament, on els clients actuals opten per subscriure’s de nou amb el mateix proveïdor per beneficiar-se d'ofertes especials que, en principi, estan reservades per a nous subscriptors.
En la majoria dels casos, l'abandonament es veu com un indicatiu de la insatisfacció dels clients amb un servei. No obstant això, en determinades indústries on el servei compleix un objectiu específic, el churn pot ser interpretat de manera positiva. Això és comú en sectors com els serveis d'atenció mèdica, programes de pèrdua de pes i plataformes de cites en línia, on l'abandonament pot reflectir que el client ha assolit el seu objectiu, com ara millorar la salut, assolir un pes desitjat o trobar parella.
Alguns investigadors han qüestionat la simple suposició que només la insatisfacció portaria els clients a l'abandonament i han demanat un enfocament més matisat.